# Антонія Старша
Антонія Старша (лат. Antonia Major; 39 до н. е. — бл. 32) — давньоримська матрона часів ранньої Римської імперії з впливового роду Антоніїв. Старша донька Марка Антонія, тріумвіра та консула 44 року до н. е., та Октавії, сестри імператора Августа.

## Біографія
У 37 році з метою зміцнення політичного союзу тріумвірів, була заручена з Луцієм Агенобарбом, сином впливового союзника Антонія. Одруження відбулося вже після смерті Антонія, близько 25—24 років. У цьому шлюбі народила синів Луція і Гнея, консула 32 р. н. е., і трьох доньок. Вони усі були зображені на Вівтарі Миру. Виховувалася переважно матір'ю. У 30 році, після загибелі батька, Октавіан передав значну частину майна Марка Антонія його дітям від Октавії Молодшої, зокрема й Антонії Старшій. Користувалася великою шаною в імператорській родині за часів імператорів Августа, Тиберія та Калігули.

## Родина
Чоловік — Луцій Доміцій Агенобарб, консул 16 року до н. е.
Діти:
- Доміція Лепіда Старша
- Луцій Доміцій Агенобарб, легат 1 року н. е.
- Доміція Молодша
- Гней Доміцій Агенобарб, консул 32 року н. е.
- Доміція Лепіда